# Nino Filastò
Nino Filastò (* 23. Januar 1938 in Florenz; † 29. Dezember 2021 ebenda) war ein italienischer Schriftsteller und Rechtsanwalt. 
Er lebte in Florenz, wo er hauptberuflich als Rechtsanwalt, zeitweise auch als Theaterregisseur und Schauspieler arbeitete. Später widmete er sich in erster Linie dem Schreiben kulturkritischer Kriminalromane. 
Im Jahr 1986 wurde er für La tana dell'oste mit dem Premio Tedeschi für Kriminalliteratur und 1992 für La Proposta mit dem Premio Italia ausgezeichnet.

## Werke (Auswahl)
Avvocato-Scalzi-Serie
- Tre giorni nelle vita dell’avvocato Scalzi o nello terra di nessuno. 1989.
- Incubo di signora. 1990.
  - deutsch: Alptraum mit Signora.  Aufbau-Taschenbuchverlag, Berlin 1999, ISBN 3-7466-1600-X.
- La moglie egiziana. 1995.
  - deutsch: Der Irrtum des Dottore Gambassi. Aufbau-Taschenbuchverlag, 12. Aufl., Berlin 2006, ISBN 978-3-7466-2248-4 (EA Berlin 1997)
- La notte delle rose nere. 1997.
  - deutsch: Die Nacht der schwarzen Rosen. Aufbau-Taschenbuchverlag, Berlin 2000, ISBN 3-7466-1602-6.
- Forza Maggiore. 2000.
  - deutsch: Forza Maggiore. Aufbau-Taschenbuchverlag, Berlin 2003, ISBN 3-7466-1604-2.
- Aringa rossa per l'avvocato Scalzi. 2003.
  - deutsch: Fresko in Schwarz. Aufbau-Taschenbuchverlag, Berlin 2005, ISBN 3-7466-2216-6.

Einzelne Romane
- La proposta. 1984.
  - deutsch: Swifts Vorschlag. Aufbau-Taschenbuchverlag, Berlin 2000, ISBN 3-7466-1603-4.
- Il peposo di maestro Filippo. 2000.
  - deutsch: Pfeffer für Brunelleschi. Europa-Verlag, Hamburg 2003, ISBN 3-203-85207-1.
- L'alfabeto di Eden. 2006.
  - deutsch: Das Eden-Alphabet. Aufbau-Taschenbuchverlag, Berlin 2008, ISBN 978-3-7466-2361-0.

## Bewertung
„Der italienische Autor Nino Filastò ... unterhält die Leser auf äußerst geistvolle und vielschichtige Weise. ... Und mit der Gabe des genauen Beobachters nähert er sich den unterschiedlichen sozialen Schichten seiner Heimatstadt unvoreingenommen, aber mit Biss und Ironie“